# 早川さくら
早川さくら（はやかわ さくら、1997年3月17日 - ）は、大阪府出身の新体操選手である。
フェアリージャパン個人競技メンバーイオン新体操クラブに所属。日本女子体育大学在学。フェアリージャパン団体選手でリオデジャネイロオリンピック代表メンバーの畠山愛理は2つ上の先輩、熨斗谷さくらは1つ下の後輩。

## 経歴
- 2001年4歳で保育園の先生の勧めで新体操を始める。
- 2009年小学校卒業後、千葉県の中学校に入学し、イオン新体操クラブに入会。
- 全国中学校総合体育大会優勝、全日本新体操クラブ選手権ジュニアの部優勝などの成績を残し、アジア選手権のジュニア日本代表に選出される。
- 2013年中学卒業後は、大原学園高等学校へ入学。特別強化選手に選ばれるが、団体重視の日本では、個人強化プログラムがないため、同じ個人競技選手の皆川夏穂と一緒にロシアへ留学。
- 2014年9月、世界選手権で16位。2015年3月のワールドカップルーマニア大会で個人総合9位。
- 2016年第7回アジア新体操選手権大会の個人種目別リボンで優勝。
- 2016年6月スペインのワールドカップに出場。リオオリンピック新体操個人の1枠を皆川夏穂と争う。
- 結果は早川が69.300点で14位。皆川が71.350点で7位。リオオリンピックの個人の代表は、皆川夏穂に決まる。

## メディア出演

### CM
イオングループ「ネオフィットネススーツレディース編」(皆川と共演)

### テレビ番組
- みらいのつくりかた（2016年5月19日、テレビ東京）